# 山田盛重

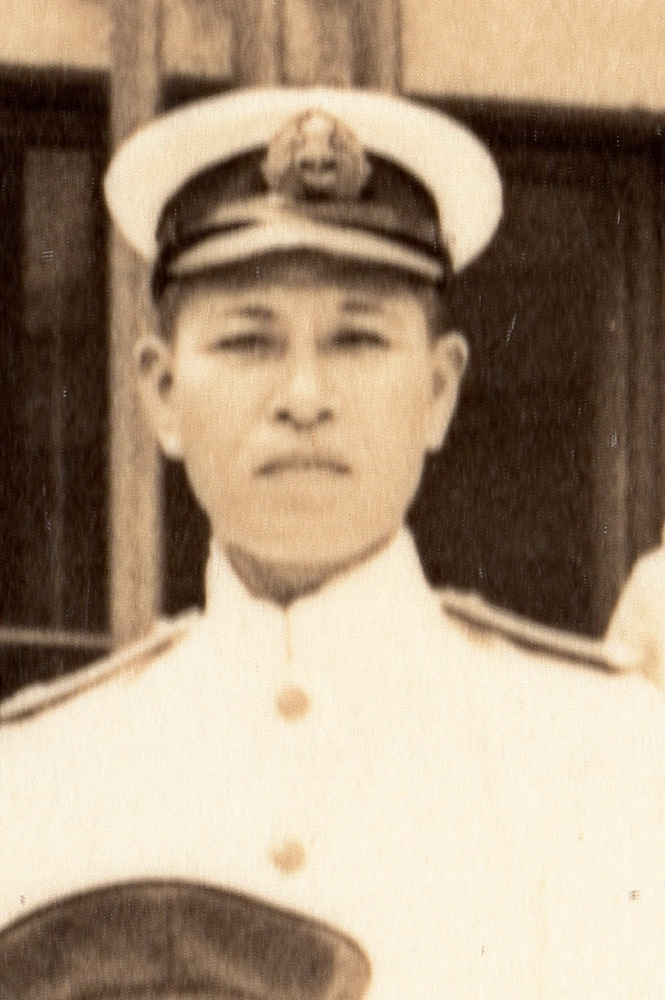
山田盛重

山田 盛重（やまだ もりしげ）は、日本の海軍軍人。最終階級は海軍大佐。

## 履歴
- 1920年（大正9年）3月31日 - （旧制）栃木県立栃木中学校卒業
- 1923年（大正12年）7月14日 - 海軍兵学校（51期）卒業
- 1924年（大正13年）12月1日  - 海軍少尉
- 1936年（昭和11年）11月26日 - 海軍大学校（甲種34期）卒業
- 1937年（昭和12年）7月13日 - 「疾風」駆逐艦長
- 1941年（昭和16年）7月31日 - 第三水雷戦隊参謀
- 1942年（昭和17年）7月10日 - 第四水雷戦隊参謀
  - 11月25日 - 第五戦隊参謀
- 1943年（昭和18年）7月20日 - 軍令部員
- 1944年（昭和19年）10月15日  - 海軍大佐
- 1945年（昭和20年）4月20日 - 大神突撃隊司令